# Comté de Sherburne
Le Comté de Sherburne est situé dans l’État du Minnesota, aux États-Unis. Il comptait 97 183 habitants en 2020. Son siège est Elk River.